# Rudawa (rivière)
Pour les articles homonymes, voir Rudawa.
La Rudawa est une rivière située dans le voïvodie de Petite-Pologne en Pologne. C'est un affluent de la Vistule fleuve qu'elle rejoint à proximité du quartier de Zwierzyniec. À travers la ville, le flux de la rivière est contrôlé par des quais artificiels. La Rudawa alimente la ville de Cracovie en eau potable.
En amont de la rivière, se tient chaque année un festival de printemps, durant les vacances de Pâques.